# Dryocalamus subannulatus
Espèce
Synonymes
- Odontomus subannulatus Duméril, Bibron & Duméril, 1854
- Nymphodidium maculatum Günther, 1864
- Dryocalamus davisonii tungsongensis Nutphand, 1986

Statut de conservation UICN

 LC  : Préoccupation mineure
Dryocalamus subannulatus ou Lycodon subannulatus est une espèce de serpents de la famille des Colubridae.

## Répartition
Cette espèce se rencontre :
- en Indonésie, sur les îles Mentawai, Riau et Sumatra ;
- en Malaisie péninsulaire et en Malaisie orientale ;
- aux Philippines, sur l'île de Palawan ;
- à Singapour ;
- dans le sud de la Thaïlande.

## Publication originale
- Duméril, Bibron & Duméril, 1854 : Erpétologie générale ou histoire naturelle complète des reptiles. Tome septième. Première partie, p. 1-780 (texte intégral).